# Exorista nobilis
Exorista nobilis är en tvåvingeart som först beskrevs av Samuel Wendell Williston  1896.  Exorista nobilis ingår i släktet Exorista och familjen parasitflugor. Inga underarter finns listade i Catalogue of Life.